# Nes kommun, Hedmark
Nes kommun (norska: Nes kommune) var en kommun i Hedmark fylke i östra Norge. Kommunen omfattade den södra delen av nuvarande Ringsakers kommun (yttre delen av halvön Nes och den söder om denna belägna ön Helgøya i sjön Mjøsa). Tätorten Tingnes utgjorde kommunens centralort.

## Administrativ historik
Nes kommun upprättades den 1 januari 1838 (som Næs formannskapsdistrikt) när Formannskapslovene från 1837 trädde i kraft.
Den 1 januari 1964 gick kommunen upp i  Ringsakers kommun. Kommunens hade då 4 184 invånare och en yta på 177 kvadratkilometer.

## Bildgalleri

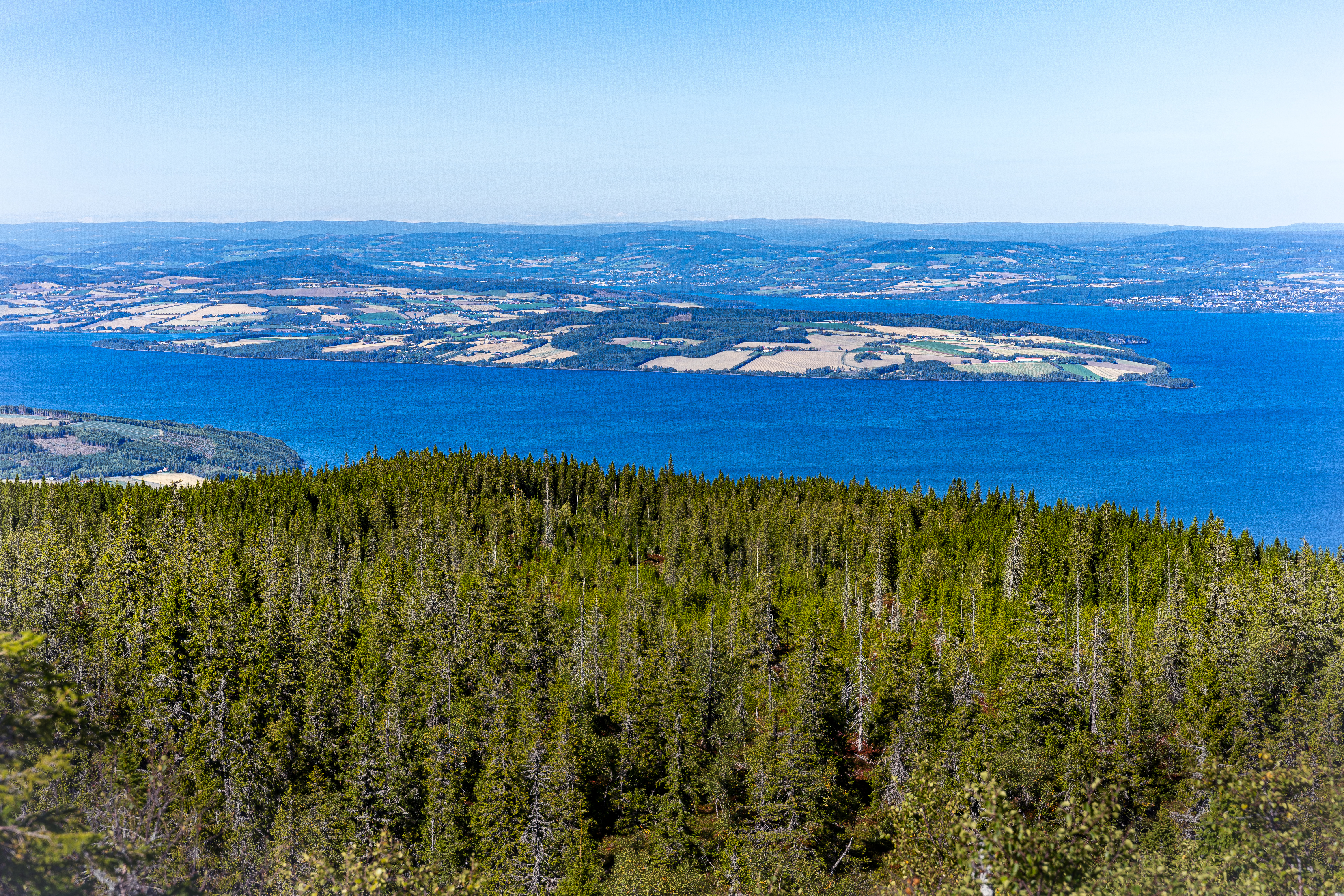
Sjön Mjøsa med ön Helgøya och halvön Nes sedda från söder.
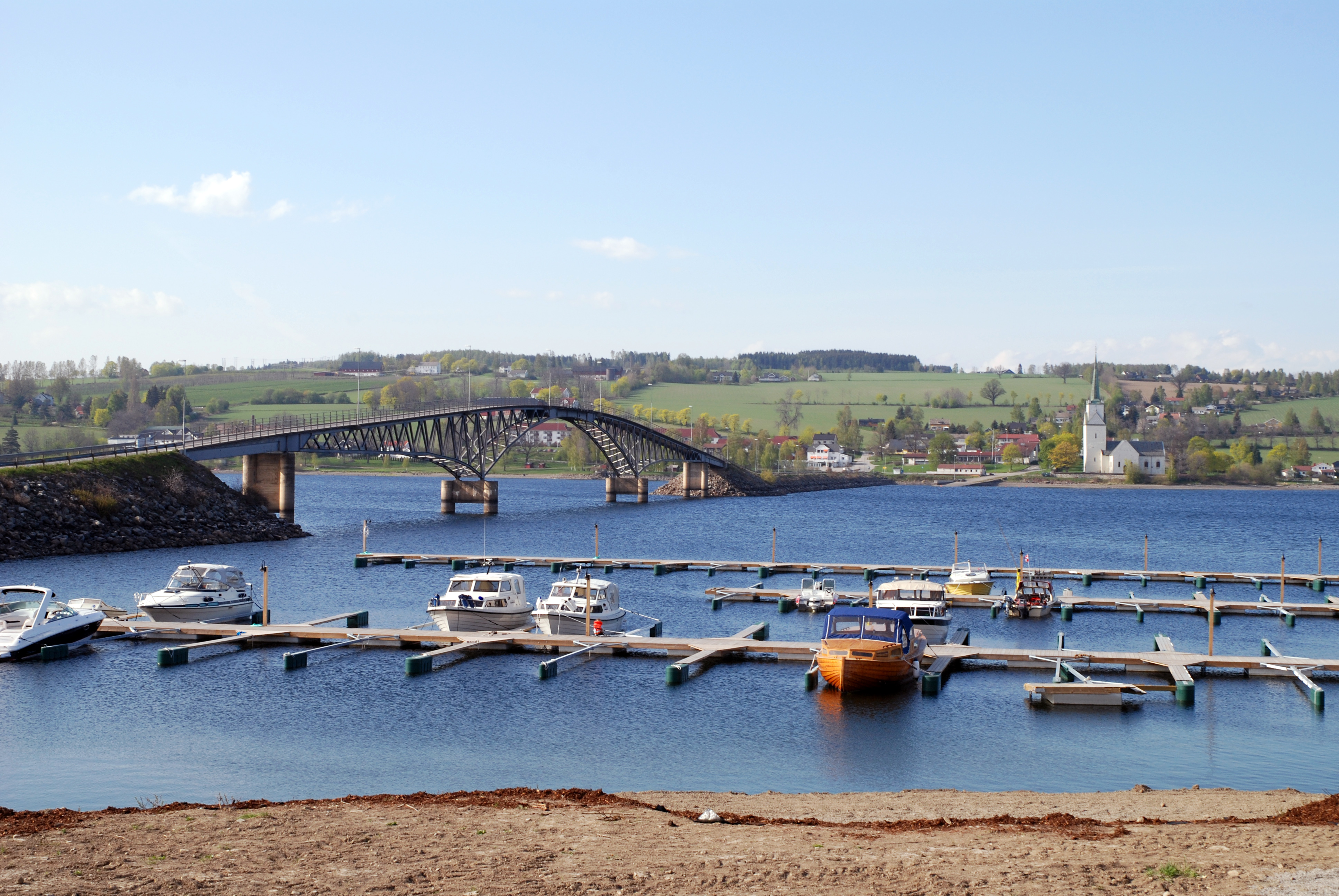
Nessundet bro och Nes kyrka.
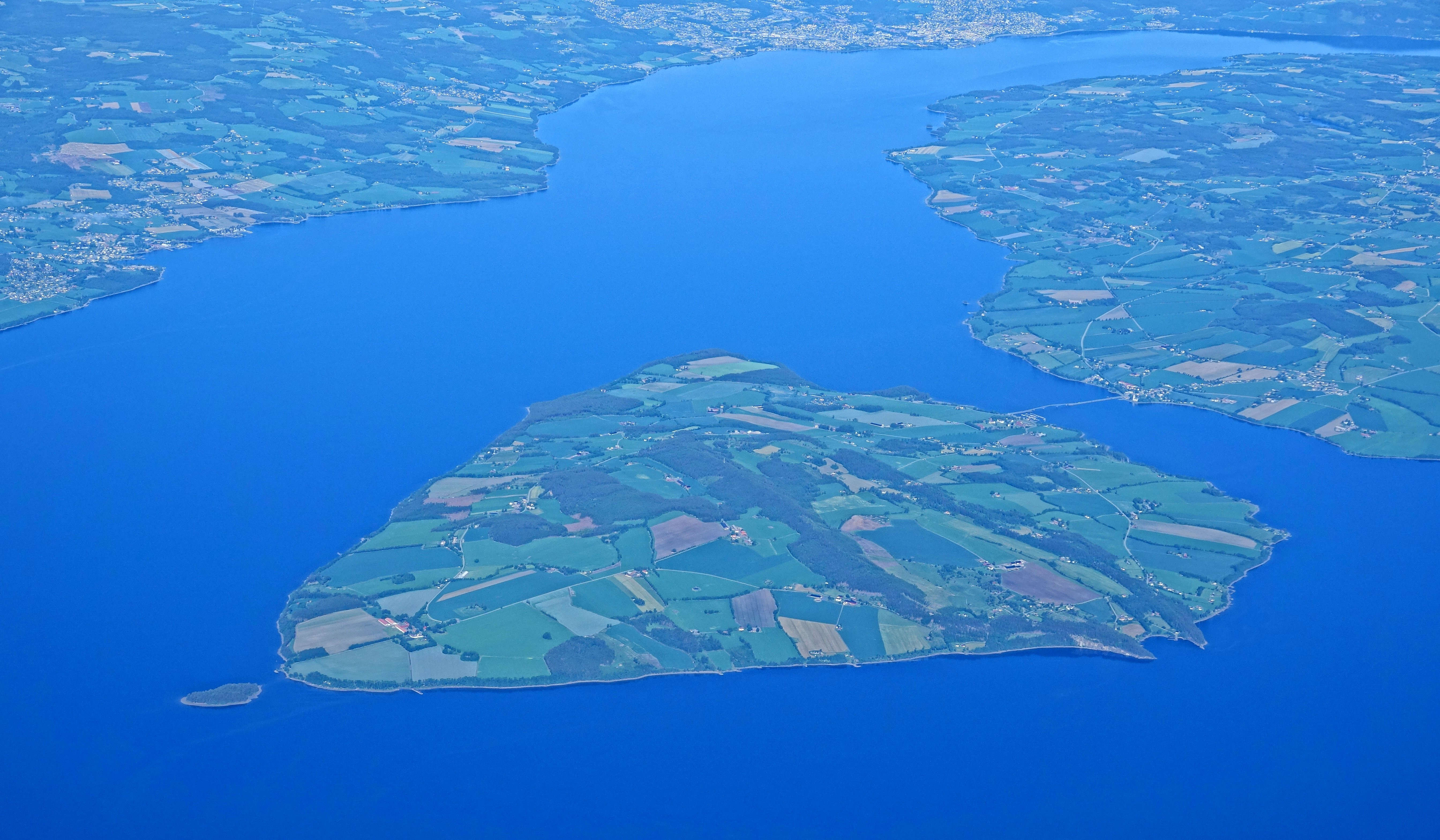
Ön Helgøya sedd från luften.
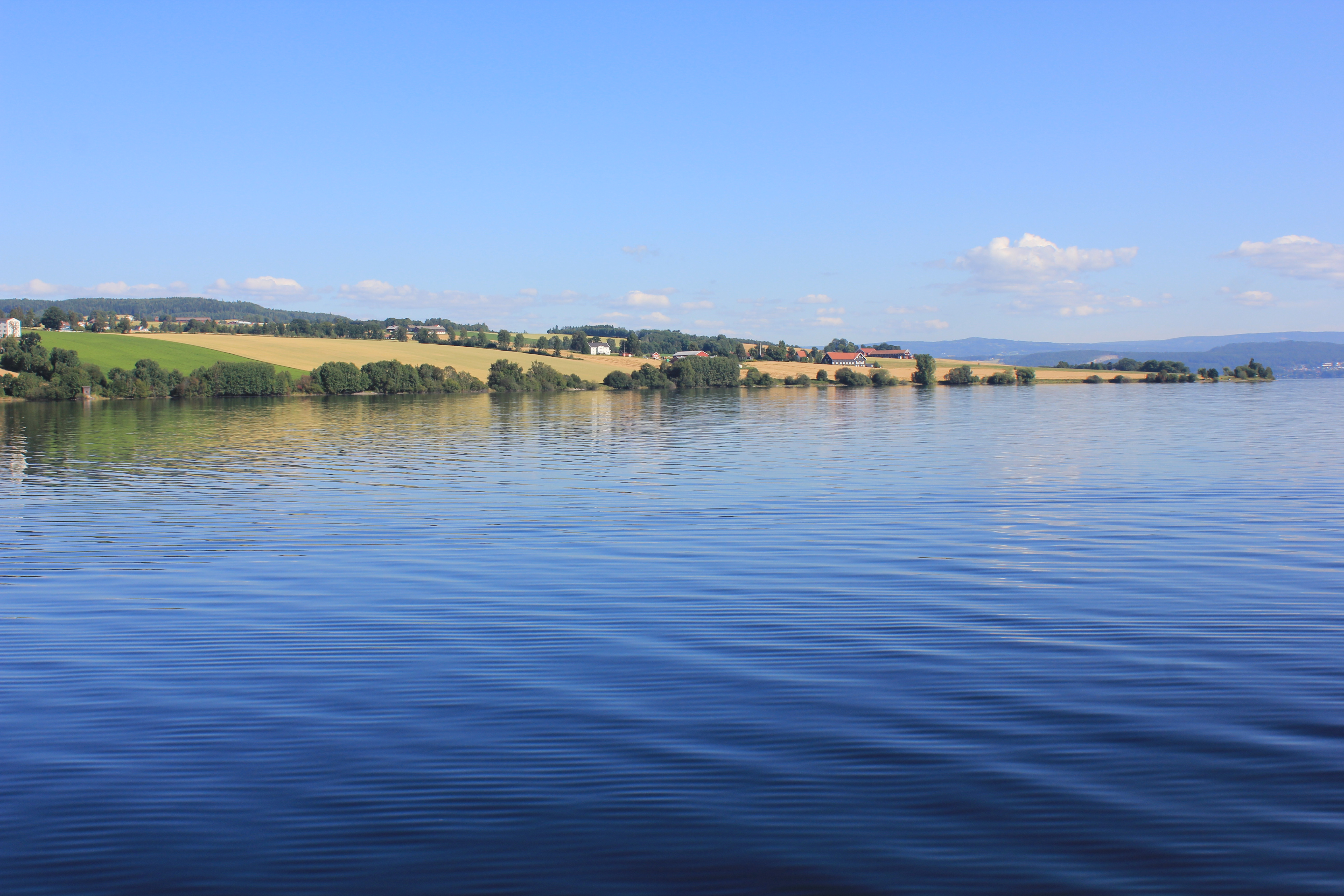
Jordbrukslandskap på halvön Nes vid sjön Mjøsa.